# Слогавка
Слогавка — река в Московской области России. Устье реки находится в 11 км по правому берегу реки Вохонки. Длина реки составляет 10 км.
По данным Государственного водного реестра России, относится к Окскому бассейновому округу. Речной бассейн — Ока, речной подбассейн — бассейны притоков Оки от Мокши до впадения в Волгу, водохозяйственный участок — Клязьма от города Ногинска до города Орехово-Зуево.